# بيتر باك (رجل أعمال)
بيتر باك (بالإنجليزية: Peter Buck)‏ هو صاحب مطعم وشخصية أعمال ورائد أعمال أمريكي، ولد في 19 ديسمبر 1930 في ساوث بورتلاند في الولايات المتحدة.